# Henri Robert (horloger)
Henri Robert, né le 17 mars 1795 à Mâcon et mort le 3 juin 1874 à Paris, est un mécanicien et horloger français.

## Biographie
Fils de Jean-François Robert, juge suppléant au tribunal civil de Mâcon et de Claudine Henriette de Rohan, frère de la célèbre écrivaine Clémence Robert, il était, en principe, destiné à suivre la carrière de son père, mais fut bientôt obligé d’interrompre ses études pour se rendre à l’armée où l’appelait, à cette époque de guerres, la levée en masse qui venait d’être décrétée. D’une constitution délicate, il tomba bientôt malade et fut dirigé sur un hôpital de l’Est, puis, après guérison, envoyé, comme apprenti, à la fabrique d’armes de Mutzig. C’est dans cette célèbre manufacture qu’il sentit, pour la première fois, se révéler en lui un gout pour la mécanique, qui ne devait plus jamais le quitter, mais auquel il ne devait pas, cependant, se livrer de suite. En effet, une fois libéré du service militaire, il reprit les études de l’adolescence qu’il avait été obligé d’interrompre, vint faire son droit à Paris, puis retourna à Mâcon, où il acheta une étude d’avoué et se maria. Il ne devait cependant pas tarder à quitter un métier, où il n’était entré que pour marcher dans les pas de son père, afin de se livrer tout entier à ses travaux de prédilection.
Le projet, près de se réaliser, d’une fabrication mécanique de tonneaux, et, plus tard, celui d’une fabrique de couverts, dont l’organisation avait été l’objet de ses études, furent les causes déterminantes d’un changement complet dans son existence. Décidé à se livrer désormais à la mécanique et surtout à la mécanique de précision, il se démit, en 1824 de sa charge et monta à Paris, où il apprit à confectionner les différentes parties de la pendule. Dès qu’il se sentit suffisamment avancé dans l’art de l’étude de l’horlogerie pour être à même de profiter d’utiles leçons, il entra, comme simple ouvrier, chez Breguet, dont l’atelier avait déjà une grande célébrité, et où il s’astreignit à travailler comme simple ouvrier pour se perfectionner et acquérir, au contact du maitre, les connaissances qui devaient un jour en faire un maitre, à son tour, dans son art. Ses aptitudes pour la mécanique étaient telles, qu’en peu de temps il connut à fond les parties les plus difficiles de l’art.
En 1829, il fonda son premier établissement à Paris, au Palais-Royal, en reprenant la suite d’Henri Laresche. À dater de ce moment, commencèrent une vie laborieuse et une fièvre d’invention qui ne devait pas le quitter. Il commença par perfectionner les réveils, dont son prédécesseur s’était fait une spécialité, et parvint, par une étude consciencieuse de la pendule de cheminée, à en établir pour le commerce à un prix relativement peu élevé. À cette époque, les cadrans en émail étaient très chers, et n’étaient substitués que dans les pièces de prix aux cadrans argentés qui avaient l’inconvénient de se noircir très vite. Robert eut l’idée de recourir à une nouveauté de cette époque, la carte porcelaine, pour confectionner des cadrans imprimés sur planche gravée. C’est à lui qu’est dû ce genre de cadran employé dans l’horlogerie courante jusqu’à l’interdiction de la céruse.
Récompensé, en 1831, par une médaille d’argent pour les perfectionnements qu’il avait apportés à l’horlogerie civile, il reçut une seconde médaille d’argent, en 1839, pour ses pièces de haute précision. S’occupant particulièrement, depuis cette époque, d’horlogerie nautique, Robert se livra activement à l’observation poussée de chacune des fonctions des composants du chronomètre pour déterminer la composition la plus convenable de son mécanisme afin d’en assurer la durée et la régularité. Ce travail soutenu lui permit de perfectionner des œuvres déjà fort remarquables. Les compteurs, les pendules perfectionnées, etc., qu’il a envoyés à diverses expositions lui valurent plusieurs récompenses, dont une médaille d’or en 1844 et la médaille d’or de la Société d’encouragement. Plusieurs de ses chronomètres remportèrent le concours de l’administration de la Marine, le jury ayant jugé Robert digne de la médaille d’or. Ses montres marines étaient également utilisées à l’Observatoire de Paris.
Trois ans plus tard, Robert, qui avait été autorisé à prendre le titre d’horloger de la Marine, reçut la croix de la Légion d’honneur. À cette époque, il était établi rue du Coq-Saint-Honoré, où presque tous les ingénieurs de l’époque allaient lui demander quelqu’un de ses précieux compteurs de poche, si utiles pour les opérations de jaugeage. Possédant, au plus haut degré, l’esprit d’investigation méticuleuse caractérisant, en général, tous ceux qui s’occupent de mécanique de haute précision, Robert faisait porter son observation sur les plus petites choses, comme ses nombreuses expériences sur les huiles employées dans l’horlogerie, expériences consignées dans l’un des ouvrages qu’il a publiés sous le titre d’Études sur diverses questions d’horlogerie. En 1833, il eut l’idée, pour les pendules de prix qu’on recouvre d’un globe de verre, de combiner un socle réalisant une herméticité capable d’empêcher la poussière du dehors de pénétrer dans l’appareil ; ingénieuse invention qui fut, à cette époque, l’objet d’un rapport à la Société d’encouragement.
S’occupant, dans ses moments de loisir, à enseigner la cosmographie à ses propres enfants, il fut conduit à construire une série de petits appareils de démonstration, destinés à faire comprendre aux élèves les principaux phénomènes de l’astronomie, notamment un appareil ayant pour objet de représenter la précession des équinoxes, qui ne tardèrent pas à être adoptés dans toutes les institutions et les lycées.
À l’époque où les arcades de la rue de Rivoli furent continuées jusqu’au Louvre, le remaniement des rues adjacentes, et spécialement de la rue du Coq-Saint-Honoré, força Henri Robert à quitter ce quartier ; il alla s’installer rue Chabanais, où la construction de ses appareils uranographiques prit un certain développement. C’est là que devait se terminer. sinon sa vie, du moins sa laborieuse carrière. Avec l’âge et la délicatesse de sa constitution, les infirmités arrivèrent, et il dut quitter tout à fait les affaires dont il laissa la succession à son fils.
Décrit comme « un homme doux et modeste », Robert se préoccupait, comme bien des inventeurs, bien plus de sa renommée que des profits que pouvaient lui rapporter ses inventions ; aussi était-il loin d’avoir fait fortune. Dans les dernières années de sa vie, il venait encore, parfois, à la Société d’encouragement, où il était toujours sûr de trouver l’accueil le plus empressé ; puis, comme tant d’autres, il a cessé de venir, et c’est en allant, un jour, savoir ce qu’il était devenu, que nous avons appris qu’il s’était éteint, ignoré, entouré de la seule affection des siens, dans un petit logement où il s’était retiré, rue d’Assas. Outre ses nombreuses publications, il a également fourni des articles sur l’horlogerie à l’Encyclopédie moderne de Courtin, et à la Revue chronométrique, journal des horlogers (1855-62).

## Publications
- Description d’une nouvelle montre à secondes.
- Description d’une nouvelle montre marine.
- Études sur diverses questions d’horlogerie, in-8°, avec atlas.
- L’Art de régler les pendules, in-12.
- Description et usage des nouveaux appareils construits pour faciliter l’étude des principaux phénomènes célestes, etc.
- Description d’un nouveau pendule compensateur et d’une nouvelle lame bimétallique pour la correction des effets de la température par les balanciers dans les chronomètres ; précédé d’un Rapport sur ces deux inventions, Paris, 1832, brochure in-4°, avec pl.
- Description des nouvelles montres à secondes, suivie d’une Notice sur les perfectionnements introduits dans la fabrication des pendules de cheminées, et de deux rapports faits à la Société d’encouragement sur les montres à réveil perfectionnées, les balances astronomiques, les méridiens portatifs, les compteurs chronométriques, les appareils hermétiques inventés par Henri Robert. Paris, l’Auteur, Pillet aîné, Bachelier, etc., 1834, in-4°, 48 p., avec 4 pl.
- Comparaison des chronomètres ou montres marines à barillet denté avec celles à fusée, considérations démontrant, par l’expérience et le calcul, que les unes et les autres peuvent donner les longitudes en mer avec la même exactitude. Fragment d’un mémoire sur l’horlogerie de précision, Paris, Pillet ainé, 1839, in-8°, 28 p.
- Un mot sur l’école d’horlogerie de Paris. Paris, Pillet ainé, 1839, in-8°, 12 p.
- L’Art de connaître les pendules et les montres, à l’usage des jeunes horlogers et des gens du monde, Paris, Pillet ainé, 1841, 1849, in-12 avec 4 pl.On a extrait de ce volume les trois opuscules suivants : a) Du choix d’une montre, considérée sous le rapport de l’échappement, du nombre des trous en pierres, des compensateurs, des parachutes, etc. 1841, 24 p. b) Instruction sur la manière de poser et diriger les pendules, généralement employées dans l’usage civil, 1841, 28 p. c) Sur les chronomètres, ou montres marines, 1841, 36 p.
- Considérations pratiques sur l’huile employée en horlogerie.Paris, l’Auteur, 1852, in-8° de 80 p.Fragment d’un ouvrage intitulé : « Études sur diverses questions d’horlogerie ».
- (en) Practical considerations on the oil employed in clockmaking, Paris, the Author, 1855, in-8°, 52 p.
- Études sur diverses questions d’horlogerie, Paris, l’Auteur, 1852, in-8° de 17 feuil. 3/4, avec 4 pl.
- Les Mouvements des corps célestes et des principaux phénomènes qui en résultent, démontrés à l’aide des appareils cosmographiques, 2e édit. Paris, l’Auteur, 1852, in-12 de 72 p., avec 5 pl.
- Recherches sur les perfectionnements à introduire dans les pendules de cheminées, 2° édit. Paris, l’Auteur, 1857, gr. in-8° de 48 p.
- Les Erreurs et les préjugés répandus en horlogerie Paris, l’Auteur, 1861, gr. in-8° de 32 p.Extrait de la Revue chronométrique, journal des horlogers.
- Description et usages des appareils cosmographiques inventés et construits par H. Robert, horloger de la marine impériale, etc. Paris, Bonaventure, 1856, in-8°, 16 p. ; 5e édit. Paris, Bonaventure, 1861, in-8°, 21 p., avec 12 figures intercalées dans le texte.Extrait de la 3e édit. des Leçons nouvelles de Cosmographie d’Henri Garcet.

## Sources
- « Nécrologie M. Henri Robert », Bulletin de la Société d’encouragement pour l’industrie nationale, Paris, Au siège de la Société, 3e série, t. 2,‎ 1875 (lire en ligne, consulté le 3 mars 2018).
- Gustave Vapereau, Dictionnaire universel des contemporains : contenant toutes les personnes notables de la France et des pays étrangers, Paris, Hachette et Cie, 1870, 4e éd., 1888 p. (lire en ligne), p. 1552.